# Physetica distracta
Physetica distracta är en fjärilsart som beskrevs av Edward Meyrick 1924. Physetica distracta ingår i släktet Physetica och familjen nattflyn. Inga underarter finns listade i Catalogue of Life.